# Peron (Serre)
Pour les articles homonymes, voir Péron (homonymie).
Le Peron ou Péron est une rivière française du département de l'Aisne, en région Hauts-de-France et un affluent droit de la Serre, c'est-à-dire un sous-affluent de la Seine par l'Oise.

## Géographie
De 15,2 kilomètres de longueur, le Peron prend sa source sur la commune de Monceau-le-Neuf-et-Faucouzy à 84 mètres d'altitude, et à l'est du Mont des Combles (133 m). Il s'appelle aussi dans cette partie haute la Péronnelle.
Il coule globalement du nord-est vers le sud-ouest.
Il conflue entre Nouvion-et-Catillon et Mesbrecourt-Richecourt, à 72 mètres d'altitude.
Les cours d'eau voisins sont l'Oise au nord et à l'ouest et le Vilpion à l'est et la Serre au sud.

### Communes et cantons traversés
Dans le seul département de l'Aisne, le Peron traverse les cinq communes, dans le sens amont vers aval, de Monceau-le-Neuf-et-Faucouzy (source), La Ferté-Chevresis, Chevresis-Monceau, Nouvion-et-Catillon et Mesbrecourt-Richecourt, (confluence).
Soit en termes de cantons, le Peron traverse deux cantons, prend source dans le canton de Marle, traverse le canton de Ribemont, conflue dans le même canton de Marle, le tout dans les trois arrondissement de Vervins, arrondissement de Saint-Quentin et arrondissement de Laon, dans les trois intercommunalités Communauté de communes de la Thiérache du Centre, Communauté de communes du Val de l'Oise, Communauté de communes du Pays de la Serre.

### Toponymes
Le Peron a donné son nom à l'ancienne commune de La Ferté-sur-Péron.

### Bassin versant
Le Péron traverse une seule zone hydrographique « La Serre du confluent de la Souche (exclu) au confluent de l'Oise (exclu) » (H018) est de 1 743 km2. Le bassin versant est composé de 81,30 % de « territoires agricoles »  de 12,91 % de « forêts et milieux semi-naturels », de 5,06 % de « territoires artificialisés », de 0,61 % de « zones humides », de 0,13 % de « surfaces en eau »,.

## Affluents

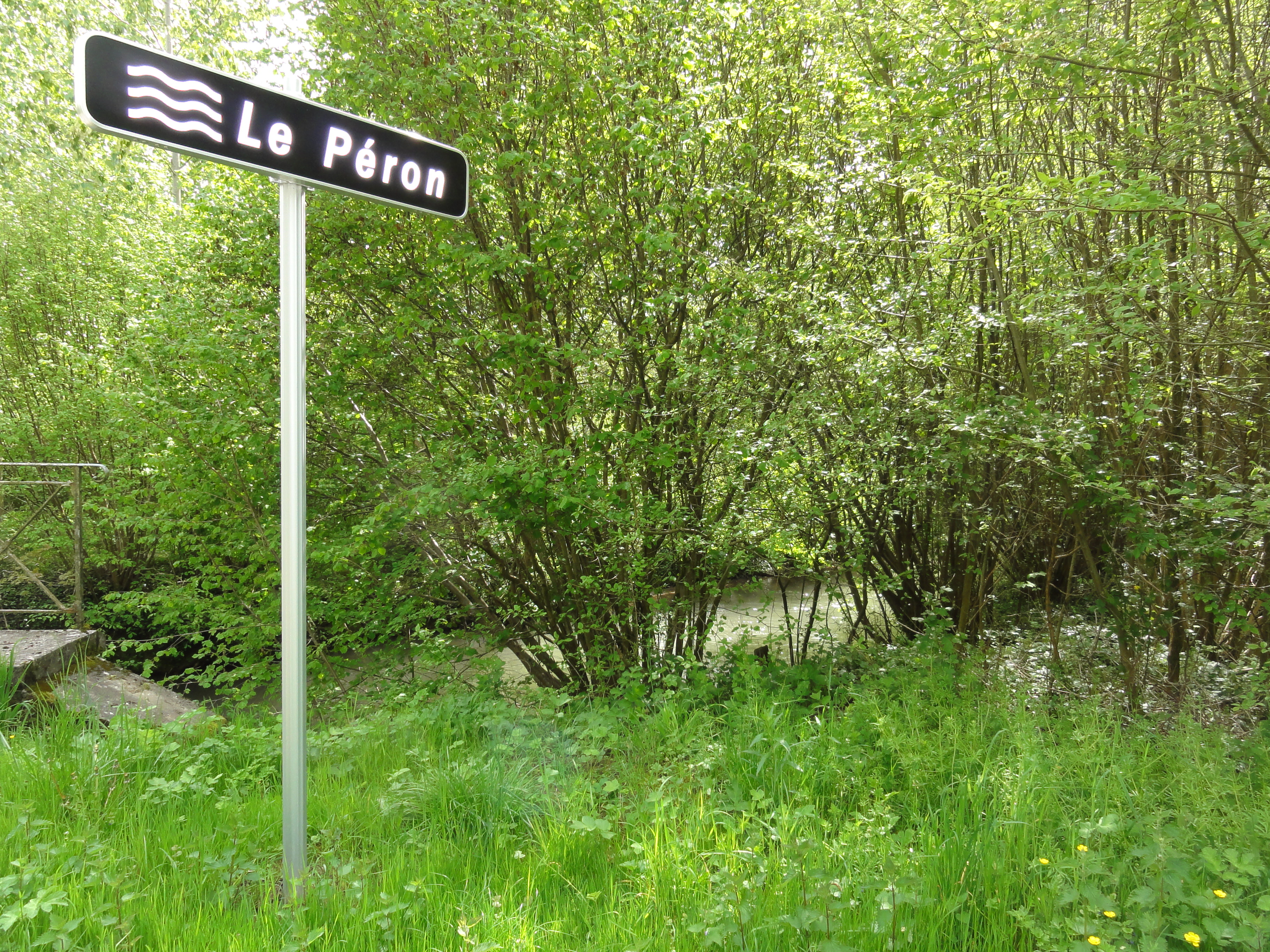
Le Péron à Mesbrecourt-Richecourt.

Le Peron a quatre tronçons affluents référencés :
- le Grand Fossé (rg[note 2]), 4,7 km, sur les trois communes de Assis-sur-Serre, Mesbrecourt-Richecourt (confluence), Montigny-sur-Crécy (source).
- le Cours d'eau 01 de la Commune de Chevresis-Monceau (rg), 3,2 km sur les deux communes de Chevresis-Monceau (source), La Ferté-Chevresis (confluence).
- le Cours d'eau 02 de la Commune de la Ferté Chevresis (rg), 3 km sur les deux communes de La Ferté-Chevresis (source) et Mesbrecourt-Richecourt (confluence).
- le Cours d'eau 01 de la Commune de la Ferté Chevresis (rg), 1,5 km sur la seule commune de La Ferté-Chevresis (source et confluence).

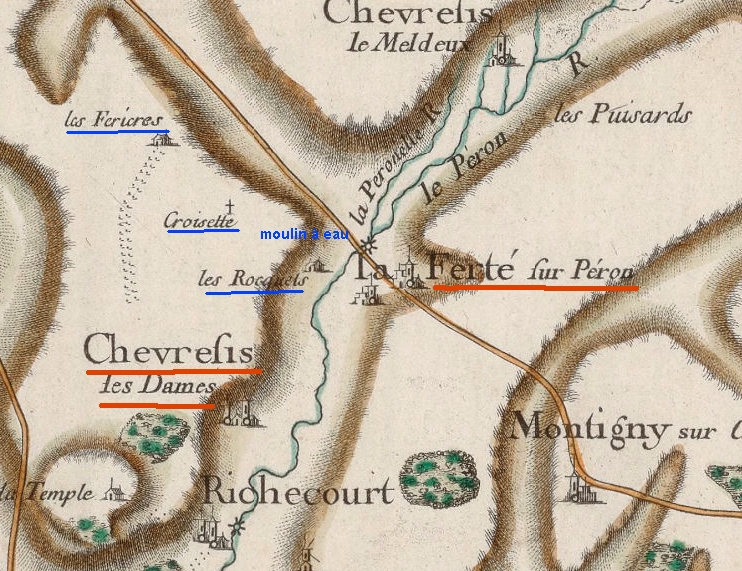
Carte de Cassini de la La Ferté-Chevresis avec la Péronelle.

La carte de Cassini de La Ferté-Chevresis signale la Péronelle comme affluent droit.

### Rang de Strahler
Le rang de Strahler du Peron est donc de deux par le grand Fossé.

## Hydrologie
Son régime hydrologique est dit pluvial océanique.

## Aménagements et écologie

### Histoire

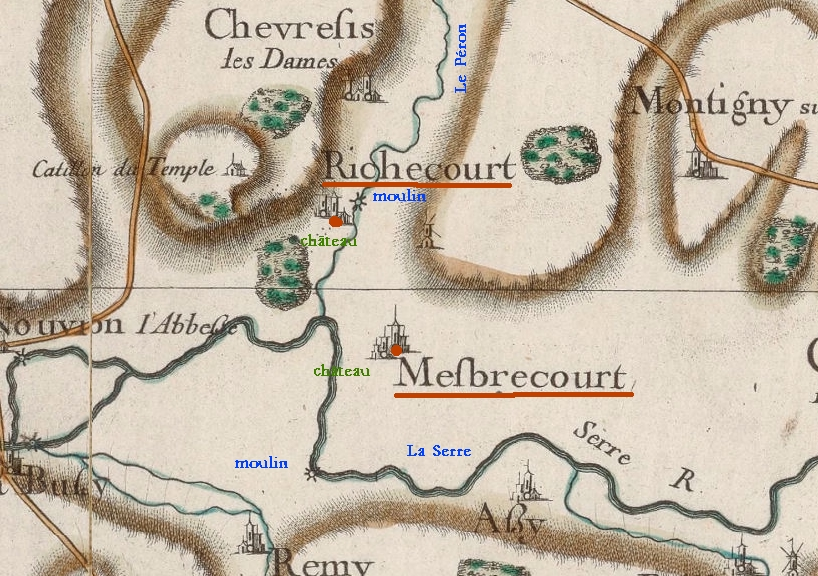
Carte de Cassini de la confluence Péron Serre.

Près de la confluence du Peron on peut observer le moulin de Richecourt et le château de Richecourt.

### ZNIEFF
La ZNIEFF de type 1, pour une superficie de 5 hectares, 220120019 - Cours supérieur du Peron a été référencée. Cette partie abrite des frayères à truites et une forte biomasse de chabot.

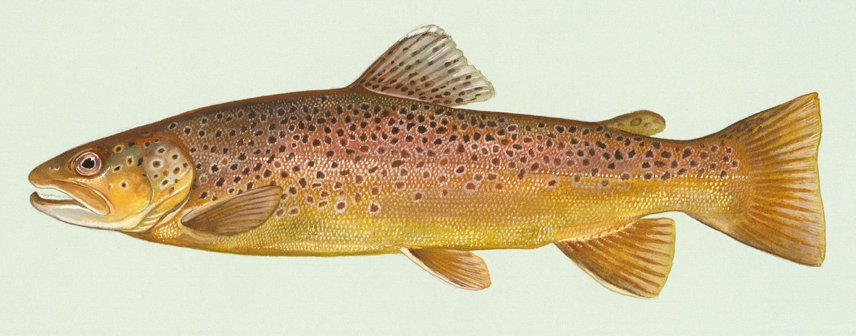
la truite fario
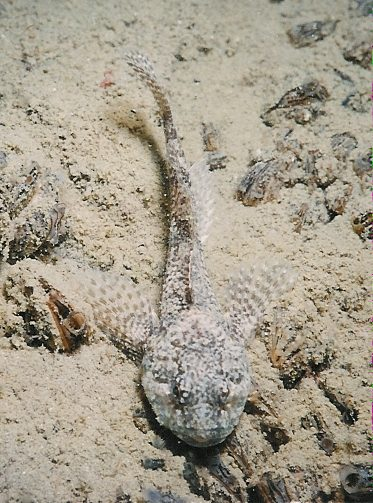
le chabot